# Vijenac (arhitektura)
Vijenac ili korniš (od francuskog: corniche, koja je izvedena iz talijanskog: cornice = okvir, a ona iz latinskog: cornic) je pojam iz arhitekture za vodoravnu istaku na zidu, koja pokriva (sakriva) stropne grede. Vijenac pored dekorativne ima i praktičnu funkciju, jer čuva drvene grede od oborina.
Vijencem se naziva i svaka vodoravna istaka na građevini, kao što su istake iznad vrata, prozora, a korniša se zove i nosač zavjesa, koji stoji iznad prozora ili vrata.

## Povijest
Kod klasičnih grčkih hramova vijenac je bio najviši element trabeacije koja se sastoji (od vrha do dna) od vijenca, friza (sastavljenog od nanizanih triglifa i metopa) i arhitrava. Taj način pokrivanja krovnih greda, Rimljani su preuzeli od Grka i proširili njegovu primjenu na sve stropne grede, na višekatnim građevinama, jer Grci takve nisu gradili. Vijenci su bili osobito popularan arhitektonski element za renesanse, a u kasnijim stilskim razdobljima se više nisu klesali od kamena, već se izvodili od žbuke.
Vijenci se u manjoj mjeri koriste i u modernoj arhitekturi, iako sve manje a najčešće kod krova, kao element pokrivanja krovni greda.

## Galerija primjera vijenaca
- Vijenac klasičnog grčkog hrama
- Krovni vijenac na hramu Maison Carrée u Nîmesu
- Pročelje palače Rucellai iz Firence primjer uporabe vijenaca
- Veliki krovni vijenac na zgradi u Wheelingu Zapadna Virginia

## Vanjske poveznice
- (engl.)cornice na portalu Encyclopædia Britannica